# 2,4-Diaminopirimidina
2,4-Diaminopirimidina é o composto orgânico de fórmula C4H6N4 e massa molecular 110,12. É um dos isômeros diaminopirimidina. Apresenta uma solubilidade em água de 840 g/L a 25 ºC. Apresenta-se à temperatura ambiente como um pó branco. É uma substância classificada como irritante.